# Lissoglossa bequaerti
Lissoglossa bequaerti är en tvåvingeart som beskrevs av Villeneuve 1912. Lissoglossa bequaerti ingår i släktet Lissoglossa och familjen parasitflugor. Inga underarter finns listade i Catalogue of Life.